# Légkondicionáló

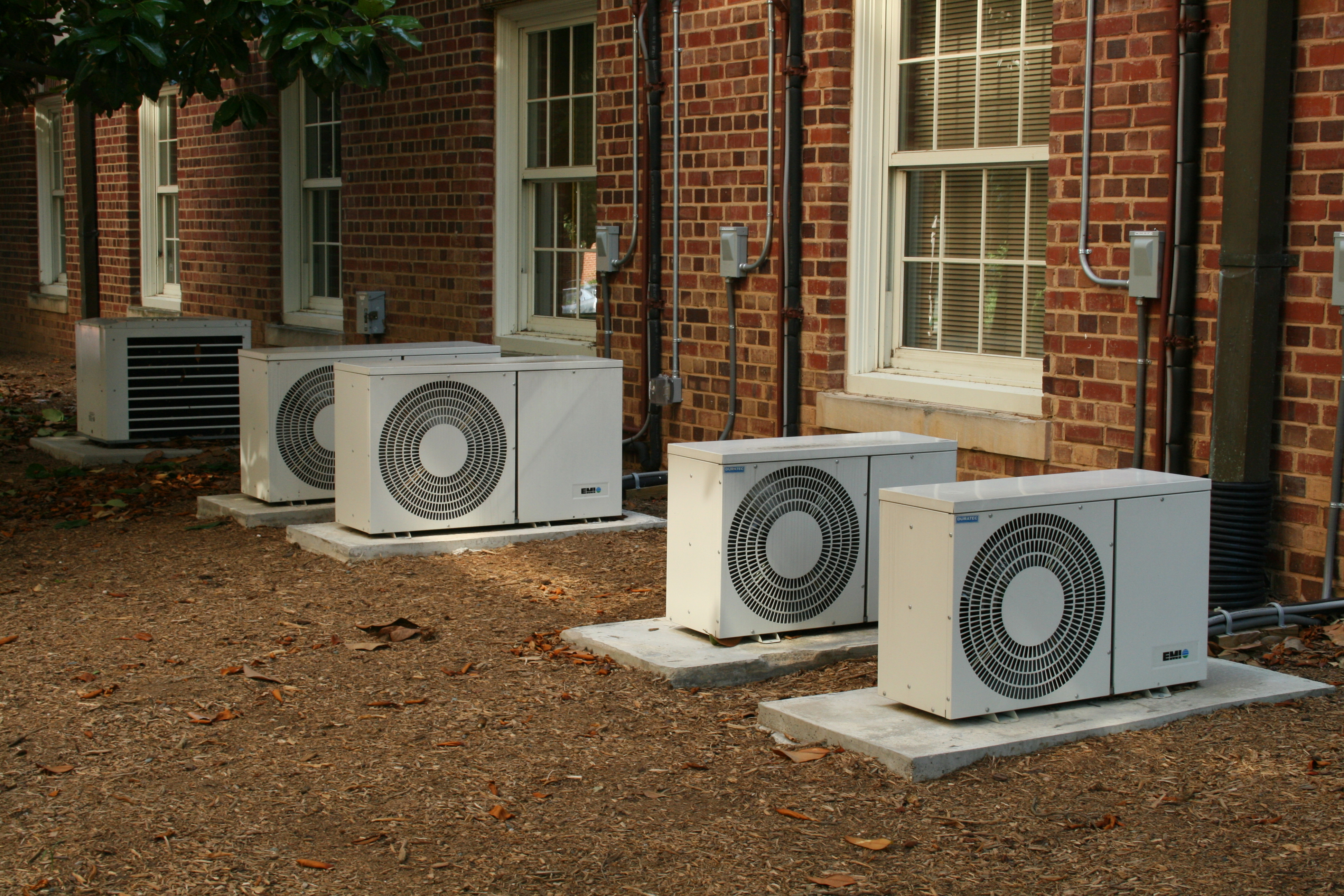
A légkondicionáló rendszerek kültéren elhelyezett kondenzátor egységei

A légkondicionáló vagy klímaberendezés (néha röviden csak klíma) olyan berendezés, mely a zárt térben mesterséges légállapotot, a környezetnél alacsonyabb vagy magasabb hőmérsékletet képes létrehozni. Régebben jellemzően hűtésre használták, amikor a kültéri hőmérséklet tartósan magas hőfokot ért el. Hideg időjárás esetén újabban már fűtenek is vele. A légkondicionáló nemcsak épületekben vagy azok helyiségeiben található meg, hanem megannyi zárt utasterű jármű (autó, busz, repülőgép stb.) felszereltségéhez is gyakorta hozzátartozik.

## A klimatizálás története

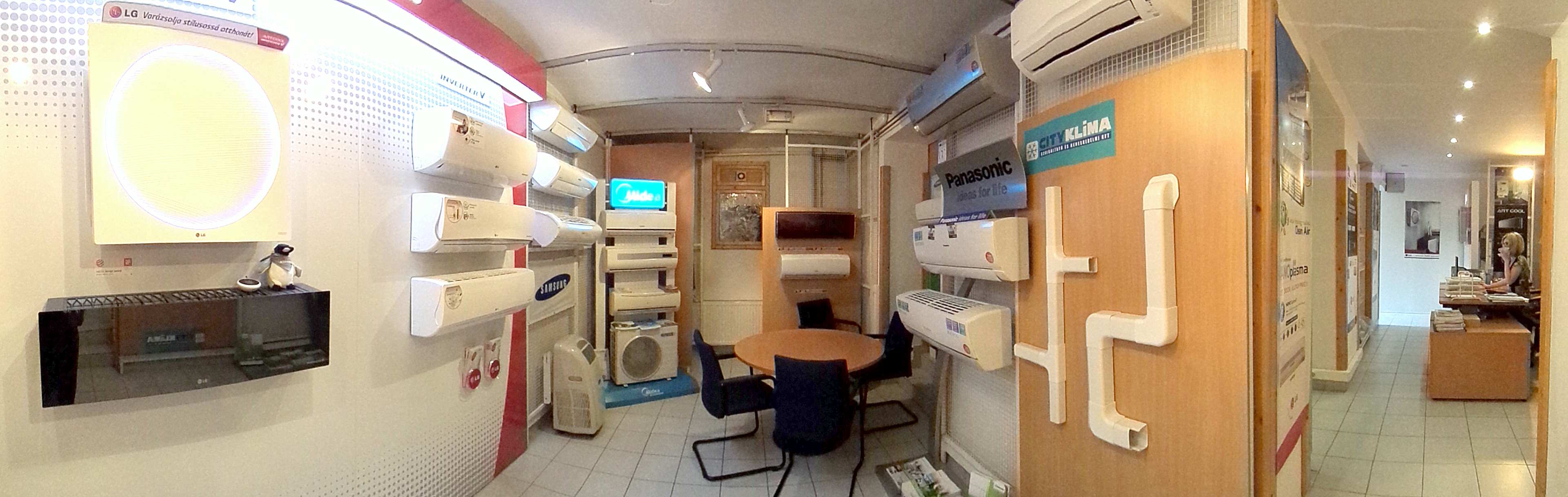
Többfajta légkondicionáló egy bemutatóteremben

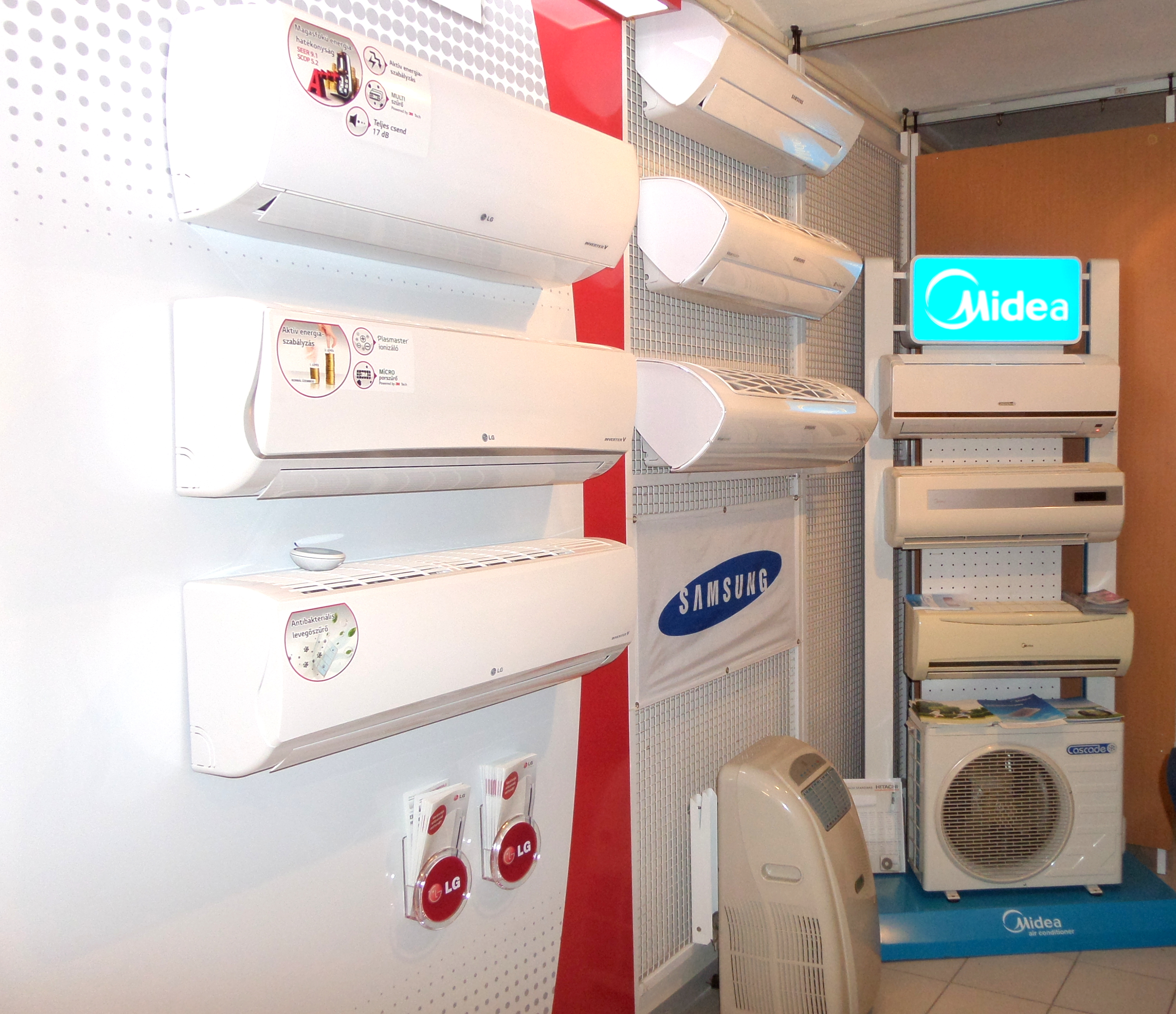
Az oldalfalra rögzített klímaberendezések beltéri és kültéri elemei

Az ember és az állat történetének kezdete óta bizonyítottan próbálja saját komfortja érdekében hűteni magát. Az ember továbbment: a teste hűtésén túlmutatóan élet- és munkaterei hőfokát is igyekezett manipulálni. Természetesen kezdetben egyszerűbb megoldásokhoz nyúltunk: előnyösebb klímájú barlangokat, vermeket, árnyékos helyeket kerestünk. Egyiptomban i. e. 5000-ben már használták a vízpárologtatásos hűtőmódszereket.
Az ókori Rómában a vízhálózat és a csatornarendszer adta lehetőségeket használták ki egyes épületek falainak lehűtésére, ezáltal az életterek komfortosabbá tételére.
A modern kori légkondicionálás alapjait Michael Faraday fizikus és feltaláló alapozta meg 1820-ban Angliában. Ráébredt, hogy a sűrített és cseppfolyósított ammónia, ha elpárologtatják, akkor hűteni képes. Ezen elv alapjain üzemelnek az abszorpciós elven működő hűtőkészülékek, például a hűtőszekrények, de az ilyen típusú készülékek hatásfoka nem a legoptimálisabb – ezért a hatékonyabb kompresszor használata a jellemzőbb a mindennapokban. Viszont az abszorpciós készülékek ideálisak olyan helyekre, ahol nem áll a rendelkezésünkre elektromos áram, hiszen elegendő mondjuk gázpalack segítségével hőt előállítanunk. További előnye a hangtalan üzemelés.
Dr. John Gorrie fizikus 1824-ben olyan kompresszoros berendezést alkotott, amellyel jeget állított elő, majd ezzel a levegőt hűtötte.
Az első valódi klímákat ipari céllal gyártották. Ennek oka a készülékek mérete és ára volt.
Az elektromos légkondicionálás 1902-ben jelent meg. Az első elektromos modellt a The Carrier Air Conditioning Company of America készítette (Willis Carrier neve után). Az igazsághoz hozzátartozik, hogy ezek a készülékek kifejezetten veszélyesek voltak. Ekkoriban csak olyan technológiák álltak rendelkezésre, amelyeknél a hűtőközeg mérgező, robbanásveszélyes vagy fokozottan gyúlékony volt. Azóta létrehozták a klimatizáláshoz jobban használható hűtőközegeket: a klímaberendezésekben olyan hűtőközegeket használnak, amelyeknél magas a forráspont hőmérséklete (ilyen például az R718: a víz), tehát a megkívánt hűtési hőmérsékleten cseppfolyós állapotban vannak. Ezek az ún. alacsony nyomású hűtőközegek.
Thomas Midgley, Jr. az 1920-as években kezdte el alkalmazni – Freon néven – a már veszélytelen gázt (chlorofluorocarbon CFC) . Ez már nem volt mérgező, sem robbanékony, netán gyúlékony. Mi több, szagtalan is volt. Ennek köszönhetően a mindennapokban is elterjedhettek az egyéni felhasználás területén is a hűtőszekrények és a klímák. Viszont kiderült, hogy ez utóbbi gáz bizonyos fajtái fokozottan környezetszennyezők.
Egyes freonvegyületeket, azaz az R12 és az R22 típusút a huszadik század végére betiltották a hűtőgépekben való használatra, mert kiderült, hogy jelentős szerepet játszanak a globális felmelegedésben és az ózonréteg rombolásában. Ezeket az R407C, az R32 és az R410A váltotta fel. A jelenlegi kutatások szerint ezek ártalmatlanok.

## Légkondicionáló és klíma
A légkondicionáló másik, rövidebb elnevezése a klíma, amit az éghajlat után kapott, mivel a készülék mesterségesen képes adott hőmérsékletet, vagyis klímát létrehozni. A légkondicionáló szóösszetétel második tagja, a kondíció (állapot, feltétel) olyan értelemben szerepel, hogy a légállapotot, a környezeti feltételeket megteremti vagy állandósítja.
A klímákról még az él köztudatban, hogy csak légtér hűtésre használt eszközök. A valóság az, hogy az elmúlt években a (hűtő-fűtő) klímák a hűvös környezet megteremtésen túl az egyik leghatékonyabb ár-érték arányban lévő fűtési módszerré is váltak. Sajnos az ebben rejlő lehetőségeket a társadalom még nem mérte fel helyesen, így nem terjedt el eléggé. Kiépítése sokkal könnyebb, kevesebb pénzbe kerül és kevésbé bürokratikus, mint egy gázcirkó vagy konvektor beépítése. Továbbá egy valóban fűtésre optimalizált, jó energiaosztályú klímával való fűtés jóval olcsóbb lehet egy modern gázcirkónál is, a távhős fűtés árairól nem beszélve. Emellett bizonyos helyeken és körülmények mellett egyéb alternatíva nem is volna megvalósítható. A hűtő-fűtő klímakészülék fűtési üzemben mint hőszivattyú működik, és az elektromos energia befektetésével annál lényegesen több fűtési hőt szállít a környezetből a helyiségbe (COP tényező). Ezeket a hűtő-fűtő készülékeket az átmeneti időben (ősz, tavasz) lehet a leggazdaságosabban használni.
A klimatizálás célja: a klimatizált térben a levegő hőmérsékletét, nedvességtartalmát, összetételét és nyomását állandó értéken tartani vagy meghatározott program szerint változtatni.
A levegő összetétele elsősorban az oxigén és szén-dioxid koncentrációját jelenti, ami alapvetően a frisslevegő-ellátással van összefüggésben.
Fél klímának nevezhetjük, ha a légállapot-jelzők közül csak az egyiket (hőmérsékletet vagy nedvességtartalmat) tudja befolyásolni. Teljes klímának nevezhetjük, ha a levegő hőmérsékletét, nedvességtartalmát, összetételét és nyomását egyaránt befolyásolni tudja. A klímaberendezés a hőelvitelen kívül biztosíthatja a levegő tisztaságát, zaj-, por- és szagmentességet.
A különböző ablakklíma, split és multisplit készülékekkel való klimatizálás csak abban az esetben valósítható meg, ha külön gondoskodunk a központi friss levegő bejuttatásáról. Ellenkező esetben csak léghűtő berendezésről beszélhetünk.
A jelenleg használt légkondicionálók többsége úgynevezett osztott (split). Ez azt jelenti, hogy a kültéri egység (kondenzátor, kompresszor) és a beltéri egység (léghűtő, elpárologtató) két külön egységet képez.
A komfort split klíma működése egyszerűen úgy írható le, hogy a kültéri és beltéri egysége, valamint az ezeket összekötő csővezeték egy hűtőkört alkot. Ebben a hűtőkörben van egy kompresszor, ami a hűtőkörbe töltött hűtőközeg térfogatát változtatja meg, így annak halmazállapotát és hőmérsékletét is. Hűtési üzemben a beltéri egység hőcserélőjébe hideg hűtőközeg érkezik, a ventilátor ezen a hőcserélőn szívja át a szoba levegőjét, ami lehűl. A beltéri egységben a hűtőközeg elpárolog, hőelvonás jön létre, gáz halmazállapotú lesz, és ez áramlik tovább a kültéri egység kompresszorába. A kompresszor összenyomja; hőmérséklete és nyomása megnő. Bekerül a külső kondenzátor hőcserélőjébe, ahol ismét lehűl, és folyadék állapotba kerül. A kondenzátor-hőcserélőn hűvösebb levegő áramlik át, mint a hűtőközeg hőmérséklete.

## A klímaberendezések fajtái
A háztartási, lakásokban lévő légkondicionálók ún. komfortklímák, melyeknél a pontosan meghatározott hőmérséklet, páratartalom nem előírás. Háztartási célra nem szokás a légállapot valamennyi jellemzőjét pontosan előírni, de egyes speciális esetekben a légállapotot a levegő i – x diagramjában  kell meghatározni, ill. egyéb tulajdonságait is mérni kell. A komfortklíma beszabályozásakor egyik szempont, hogy a külső és belső hőmérséklet különbsége ne legyen több, mint 7-8 °C. Ha ennél több, az egészségünkre ártalmas lehet, ill. nagy terhelést jelent a berendezésre nézve.
Szerkezetileg lehetnek:
- Monokészülékek: egy monokészülék egy beltéri egységből és egy kültériből áll.
- Multiklímák: A multikészülékek egy kültéri, de több beltéri egység kombinációiból állnak. Természetesen ennek összetételét a hűteni kívánt tér vagy terek különféle tulajdonságai határozzák meg. Sok esetben a magasabb árú multikészülékek helyett javasolt több monokészülék beépítése. Természetesen a mono-légkondicionálók teljesítménye összeadódik.

A komfortklímákon belül a berendezés kisebb egységei általában split rendszerűek.
Szerelés szempontjából ez két egységből áll: beltéri egység a hűtőfelülettel és kültéri egység a kondenzátorral és kompresszorral. Ennek elsősorban az az előnye, hogy a hűtés során elvont hőmennyiség a szabad térben marad, másodsorban pedig hogy minimális a belső terekben fellépő zajhatás.
Többféle típus és felszerelési lehetőség:
- oldalfali
- multi	(több belső helyiségben egy-egy beltéri és egy kültéri egységgel)
- parapet/mennyezeti
- kazettás
- légcsatornázható
- padlóra állítható, mobil (külső levegő hozzávezetésével)

Ha egy egységben van a készülék minden része, akkor teljesen beltéri, általában mobilklímáról van szó. A mobilklíma elpárologtató (hűtő) része egy készülékházban van a körfolyamat fenntartásához szükséges zajos kompresszorral. A zajterhelésen túl a mobil klímaberendezés kompresszorának hűtését is a beltér levegőjéből kell megoldani. Ezzel együtt több hő keletkezik, mint amennyit elvonunk, amit egy csővezetéken ki kell juttatnunk a kültérbe.
A klímaberendezések másik nagy csoportja az ipari és speciális klímaberendezések. Ipari, speciális klímák központi egységből (folyadékhűtők, légkezelők) és a helyiségekbe helyezett léghűtőkből (fan-coilokból) állnak.
Külön típus a gépjárműklímák, melyekben még szigorúbb előírások vannak hűtőközegre, mint a komfortklímáknál. A legújabb hűtőközegek egyike a HFO-1234yf.
A klímaberendezések közé sorolhatjuk a párologtató léghűtőket, melyek önmaguk nem biztosítanak előírható alacsony hőmérsékletet, legfeljebb a külső hőmérsékletnél 4-5 °C-kal alacsonyabbat. Hűtőhatásuk viszont jelentős.
A párologtató/adiabatikus léghűtő sokkal kisebb elektromos teljesítményigényű (csak a ventilátort kell meghajtani). Közege a víz; párologtatással hűt.
Egy jó adiabatikus elven működő rendszer a következő előnyös tulajdonságokkal bír:
- nem használ veszélyes és környezetre káros hűtőközeget,
- az EER érték, azaz a felvett energia és a leadott hűtőteljesítmény hányadosa nagy: 15-40.
- nincs szükség a hűtött tér izolálására, a „nyitott ablak” előnyösen befolyásolja a hatásfokot (másképpen nézve: szellőzés szükséges a működéséhez)
- nem szárítja a levegőt, mint a hagyományos folyadékhűtős légkezelők,
- a magasabb páratartalmú levegő több hőt képes elnyelni, így egy adott hőterhelés kevésbé emeli a levegő hőmérsékletét,
- nagyobb légmennyiség-bevitel, frissebb levegő, akár tízszeres légcsere is elérhető.

Az adiabatikus hűtésnek is megvannak a maga korlátai. Nem alkalmazható hatékonyan ott, ahol magas a külső páratartalom, mint például trópusi erdős övezet.
Szellőzéssel együtt (hővisszanyerő szellőzéssel) és klímaberendezéssel együtt (előhűtőként) az iparban, kereskedelemben is, háztartási célra, ill. csarnokhűtés céljára is használt berendezés.

## A klímaberendezések minőségi jellemzői

### Hőmennyiségre vonatkozó arányszámok
COP mutató: Fűtési hatékonyság, melynek értéke megmutatja, hogy hányszoros fűtőteljesítményt fog berendezésünk biztosítani a befektetett elektromos áramhoz képest, egy meghatározott fix külső és belső hőmérséklet esetén.
SCOP: szezonális fűtési hatékonyság.
EER: Hűtési hatékonyság, melynek értéke megmutatja, hogy hányszoros hűtőteljesítményt fog berendezésünk biztosítani a befektetett elektromos áramhoz képestl, egy meghatározott fix külső és belső hőmérséklet esetén.
SEER: szezonális hűtési hatékonyság.

### Hűtőközegek
Az ózonréteget lebontó vegyi anyagok tiltásáról Montrealban született egy egyezmény még 1987-ben, majd 1989-ben lépett hatályba. Érvényben van az F-Gas regulation of EU (2014. jún. 9.), az EU/517/2014 pedig 2015. januárban lépett életbe.
Az új jogszabályok Magyarországon a 14/2015 Korm. rendelet és az 517/2014 CE (Fgáz) rendelet, valamint a
14/2015. (II. 10.) Korm. rendelet a fluortartalmú üvegházhatású gázokkal és az ózonréteget lebontó anyagokkal kapcsolatos tevékenységek végzésének feltételeiről
Az F-Gáz rendelet a hidrogénfluoridok kiváltásáról szól:
- HFC-k kiváltása (phase-down) 2015 és 2030 között,
- HFC-k betiltása bizonyos alkalmazásokban,
- forgalmazás (ingyenes) kvóta rendszer alapján.

A hűtőközegeket az új előírások ún. környezetvédelmi jellemzőkkel írják le:
- ODP érték:'Ez az ózonlebontó képességet jelenti (alap: F11-nél ODP = 1, előírt <1)
- GWP érték:'A globális felmelegedési potenciált jelent (CO2-nél GWP = 1, előírt <1)

A legtöbb klíma még az R410A hűtőközeggel van feltöltve. Ezt a hűtőközeget 2010 óta használják, az R22-est váltotta fel. Most az R410A helyett az R32 alkalmazható. Az R32 hűtőközeg az R410A úgynevezett globális felmelegedési potenciáljának (Global Warming Potential – GWP) csak a harmadát produkálja. Gyúlékony.
Az új berendezésekben részben természetes hűtőközegeket alkalmaznak, mint
R-744 szén-dioxid CO2 (autóklímák), propán (R-290), propilén (R-1270), R 600a izobután, valamint ipari berendezésekben az ammónia (R-717), ill. a hidrofluorolefinek (HFO-k).

## Szabályozások, karbantartás

### Az inverteres és az on-off klíma
Az inverteres és a hagyományos klímakészülékek közti legalapvetőbb eltérés a fordulatszám-szabályozás. Ennek révén kevesebb és fokozatosabb terhelés mellett nagyobb szintű hűtési és fűtési hatékonyságot érhetünk el. A légkondicionálók leadott névleges teljesítménye nő, ezzel szemben fogyasztásuk erőteljesen csökken. További előnye az inverteres gépeknek, hogy sokkalta csendesebbek, illetve egyenletesebb hőérzetet biztosítanak, így növelve a komfortérzetet. Továbbá jóval hamarabb képesek lehűteni egy azonos méretű teret, mint on-off testvéreik. Az inverteres klímák élettartama hosszabb.

### Az inverteres légkondicionálók hátrányai
Az inverteres készülékek drágábbak, és esetleges meghibásodásuk esetén a szerelési költségük jóval magasabb. Ennek oka a nagyobb anyagköltség és a komplexebb technológiák alkalmazása. Viszont 2013-tól betiltották az on-off készülékek behozatalát az EU területére. Csak a meglévő készletek eladása engedélyezett. Így rövid időn belül eltűntek a forgalomból.

### Karbantartás, tisztítás
Az évente egyszeri karbantartásra általában a hűtési időszak végén szokott sor kerülni. A karbantartásnak ki kell terjednie a kültéri egység hőcserélőjének magas nyomású mosós, de legalább sűrített levegős tisztítására, a beltéri egység portalanítására, fertőtlenítésére, gombátlanítására, a szűrők tisztítására. Az egész évben működő készülékeknél a leghatékonyabb módszer a beltéri egység vegyszeres, nagy nyomású, zsákos mosása. Szükség lehet a rendszer tömörségi vizsgálatára, a gáznyomás ellenőrzésére és az elektromos kötések átvizsgálására. Egyes berendezésekben a készülék szabályozásába beépített funkció az automatikus tisztítás.
A klímakészülékek szagának fő oka a hőcserélőn és kondenzvíz elvezetésekben kialakuló, megtelepedő penész. Általában a helytelenül telepített kondenzátumelvezető csőnek nincs elég lejtése, aminek következtében megáll benne a (pangó) víz, ahol ki tud alakulni az említett penész és gomba. Ha a készüléket hűtési üzemben hagyományos módon kapcsoljuk ki, a felület nedves marad, a penészgombák és baktériumok megtelepedhetnek a hőcserélő és kondenzvíz-elvezetés nedves felületén. Az automatikus tisztítási funkció kiszárítja a nedves hőcserélő felületet, megakadályozva ezzel a felület elszennyeződését.

### A megfelelő teljesítményű légkondicionáló megválasztása
Az első és legalapvetőbb tényező a helyiség mérete, a hűteni vagy fűteni kívánt tér mérete és funkciója.
A klímakészülék működéséhez a helyiség hőmérlegét számítjuk ki. Az épületszerkezet hőszigeteltsége, az ablakok mérete, a napsütés mértéke, a tájolás, az épületet körülvevő objektumok, a belső berendezések teljesítménye és az átlagosan bent tartózkodó személyek hőtermelése is beleszámít a klímakészülék kívánt teljesítményébe.
Ebből látható, hogy akkor takaríthatunk meg klímateljesítményt, ha jól hőszigetelt épületben, árnyékolókkal felszerelt külső felülettel és ablakokkal, és pl. hővisszanyerő szellőzéssel ellátott épületet, illetve helyiséget klimatizálunk. Ugyancsak megtakarítás a klímahasználatában, ha az éjszakai hidegebb levegővel szellőztetünk.
Lényeges, hogy általában hány fő szokott a helységben tartózkodni, és milyen tevékenységet végeznek az adott térben. Egy iroda és egy edzőterem igényei közt komoly eltérések lehetnek. Ezen felül az eredményt manipulálhatják egyéb hőterhelési tényezők, pl. hogy van kivitelezve a világítás.

### Miért lehet szükséges nagyobb teljesítmény fűtésre, mint hűtésre?
A mai klímák hűtő-fűtő klímák, de nem mindegy, mire használjuk. Komforthűtésre? Esetleg fűtésre is, de csak rásegíteni? Vagy az egyetlen fűtés a klíma lesz a lakásban? Ezt tévesztik el a legtöbben. A kivitelező nem kérdezi meg, a megrendelőnek pedig fogalma sincs róla, hogy számíthat, hiszen hűtő-fűtő klímát vásárol.
Pedig fontos. Hűtésre ugyanis lényegesen kisebb teljesítmény is elegendő, mint fűtésre. Nyáron ugyanis hűtésben, mondjuk a 30 °C körüli szobát nagyjából 24-26 °C-ra szeretnénk lehűteni (4-6 °C hőmérséklet-különbség). Ehhez lényegesen kisebb teljesítmény kell, mint ha télen egy egyébként fűtetlen helységet szeretnénk 23 °C-ra fűteni. (Ez akár 30 °C feletti hőmérséklet-különbség is lehet!) Részben ezért is fordul elő, hogy fűtéshez nagyobb teljesítményű készülékre van szükség, mint hűtéshez. A nagyobb teljesítmény előnyei mellett szól az is, hogy a készülék alacsonyabb ventilátor-fordulatszám mellett is megfelelő teljesítményt tud leadni. Így a szoba nem hűl ki, viszont a készülék is csendesen üzemel, akár aludni is lehet mellette.

### Klímacsövek elvezetése, nyomvonalak
A split klímák nyomvonalát vegytiszta, szigetelt rézcsőből építjük ki. Ez a hűtőkör részét képezi a beüzemelést követően; hűtőközeg áramlik majd benne. A rézcsövek mellett szükség van kondenzvíz-elvezetésre, egy kommunikációs kábelre és egy betápkábelre is. (Az utóbbi nem minden esetben ugyanazon a nyomvonalon jut el a kültéribe, de ez részletkérdés.) Ezeknek az elvezetése, a nyomvonal kiépítése történhet kábelcsatornában (lakossági klímák esetén 65 mm × 50 mm festhető, tapétázható dekorcsatornát használunk, ami a lekerekített sarkokkal teljesen elfogadhatóan néz ki önmagában is) vagy falhoronyba süllyesztve (és onnan akár aljzatbetonban, padláson továbbvezetve). A legjellemzőbb a kábelcsatornás megoldás, mivel ebben az esetben a csatornaidomoknak köszönhetően a végeredmény nem igényel semmiféle visszajavítást. Ezzel szemben a falba süllyesztett klímacsövek vakolása, glettelése, festése sok időt, energiát és pénzt emészthet fel. Sokan nem tudják, de a kondenzvíz elvezetésére van lehetőség teljesen eltérő nyomvonalon is. Így ha van a beltéri egységhez közel vizes helyiség, akár egy csap szifonjába vagy WC-tartályba is beköthető a cseppvíz-elvezetőcső. Ha ilyen lehetőség nincs, és a beltéri egységtől nem lehet lejtésben elvezetni a kondenzvizet, akkor cseppvízszivattyú beépítésére van lehetőség.